# Smilasterias
Smilasterias is een geslacht van zeesterren uit de familie Stichasteridae.

## Soorten
- Smilasterias actinata McKnight, 2006
- Smilasterias clarkailsa O'Loughlin & O'Hara, 1990
- Smilasterias irregularis H.L. Clark, 1928
- Smilasterias multipara O'Loughlin & O'Hara, 1990
- Smilasterias scalprifera (Sladen, 1889)
- Smilasterias tasmaniae O'Loughlin & O'Hara, 1990
- Smilasterias triremis (Sladen, 1889)